# Louis Boyer
Louis Boyer (1901-1999) foi um astrônomo francês que trabalhou no observatório de Argel, no Norte da África, onde descobriu 40 asteróides entre 1930 e 1952.
Nas décadas de 1950 e 1960. ele trabalhou na identificação de pequenos corpos do Sistema Solar no Observatório de Nice, no sudeste da França. O asteróide 1215 Boyer, descoberto por seu colega Alfred Schmitt em Argel em 1932, foi batizado em sua homenagem. Por sua vez, Boyer nomeou o asteróide 1617 Alschmitt em homenagem a Schmitt.
Boyer também chamado 1713 Bancilhon após Odette Bancilhon seu colega e esposa do astrônomo Alfred Schmitt.
O asteróide 1215 Boyer tem esse nome em sua homenagem.